# 엠마누엘 보아텡
엠마누엘 오키에레 보아텡(영어: Emmanuel Okyere Boateng, 1996년 5월 23일 ~ ) 은 가나의 축구 선수로, 현 포르투갈 프리메이라리가의 히우 아브 선수이다.